# Mazda MX-5 Super 25
La Mazda MX-5 Super 25 ou Miata Super 25 est un concept car du constructeur automobile Japonais Mazda, présenté au SEMA Show à Las Vegas en 2012.
Il s'agit d'une variante sportive du cabriolet Mazda MX-5 Miata (NC) de troisième génération préparée par le département compétition de Mazda : Mazdaspeed.
Elle succède au concept MX-5 Super 20 qui commémorait les 20 ans de Mazda en Amérique.
Elle conserve les mêmes éléments spécifiques que la MX-5 Super 20 : le toit en dur amovible, dit hard-top disponible en option sur la version de série, un arceau tubulaire, des passages de roues élargis, des jantes spécifiques, cependant son coloris et sa décoration sont différents et elle adopte une rampe de phares halogènes sur l'avant de son capot.